# Borzești
Borzești je vesnice v župě Bacău v Rumunsku. Je to rodiště moldavského vojvody Štěpána III. Velikého. 
Kostel v Borzești byl postaven mezi 9. červencem 1493 a 12. říjnem 1494.